# Panamerikanische Spiele 1975/Teilnehmer (Uruguay)
| Gelbes Symbol für Goldmedaillen mit stilisierten Olympischen Ringen | Graues Symbol für Silbermedaillen mit stilisierten Olympischen Ringen | Braundes Symbol für Bronzemedaillen mit stilisierten Olympischen Ringen |
| ------------------------------------------------------------------- | --------------------------------------------------------------------- | ----------------------------------------------------------------------- |
| —                                                                   | —                                                                     | 2                                                                       |

Uruguay nahm an den VII. Panamerikanischen Spielen 1975 in Mexiko-Stadt, Mexiko, mit einer Delegation von 34 Sportlern teil.
Die uruguayischen Sportler gewannen im Verlauf der Spiele insgesamt zwei Bronze-Medaillen.

## Teilnehmer nach Sportarten

### Fußball
- Rodolfo Rodríguez
- Julio Antúnez
- Washington González
- Víctor Duque
- Uruguay Píriz
- Omar Correa
- Víctor Diogo
- Germán Montero
- Eduardo Pierre
- Ruben Umpiérrez
- Jorge Da Silva
- Eliseo Rivero
- Carlos Acevedo
- Isidro Andrada
- Vicente Estavillo
- Trainer: Walter Brienza[1]

- Uruguay in der Vorrunde ausgeschieden

### Leichtathletik
- Darwin Piñeyrúa
- Margarita Grun
- Ana Desevici

### Radsport
- Miguel Margaleff
- Waldemar Pedrazi
- Víctor González
- Adan Mancilla
- Saúl Alcantara

### Rudern
- Oscar Caeiro
Zweier/Langriemen ohne Steuermann: 3. Platz (Bronze)
- Juan Orbetti
Zweier/Langriemen ohne Steuermann: 3. Platz (Bronze)
- Washington Ortiz
- Alvaro Otazu
- Daniel Castillo
- Reynaldo Kustcher

### Schwimmen
- Aroma Martorell
- Delmiro Ferrón
- Elena Ospitaletche

### Segeln
- Pedro Garra
Snipe: 3. Platz (Bronze)
- Ricardo Mignone
Snipe: 3. Platz (Bronze)